# 陸州 (唐)
陸州（りくしゅう）は、7世紀、唐により設置された州。現在の中国広西チワン族自治区欽州市とベトナムクアンニン省モンカイにまたがる地域を管轄した。

## 概要
622年（武徳5年）、唐により隋の寧越郡玉山県の地に玉山州が置かれた。玉山州は安海・海平の2県を管轄した。628年（貞観2年）、玉山州は廃止され、欽州に編入された。675年（上元2年）、再び設置され、陸州と改められた。742年（天宝元年）、陸州は玉山郡と改称された。758年（乾元元年）、玉山郡は陸州の称にもどされた。陸州は嶺南道の安南府に属し、烏雷・華清・寧海の3県を管轄した。陸州の廃止年は定かではない。